# Star Academy Tour
 (avril 2025).
Motif : Travail inédit et manque de références secondaires centrées de qualité d'envergure nationale et étalées dans le temps
- Archive Wikiwix
- Bing
- Cairn
- DuckDuckGo
- E. Universalis
- Gallica
- Google
- G. Books
- G. News
- G. Scholar
- Persée
- Qwant
- (zh) Baidu
- (ru) Yandex
- (wd) trouver des œuvres sur Wikidata

| 1. | Préciser le motif de la pose du bandeau. | Précisez le motif de la pose du bandeau en utilisant la syntaxe suivante : {{admissibilité à vérifier\|date=août 2025\|motif=remplacez ce texte par le motif}}                         |
| 2. | Informer les utilisateurs concernés.     | Pensez à avertir le créateur de l'article, par exemple, en insérant le code ci-dessous sur sa page de discussion : {{subst:avertissement admissibilité à vérifier\|Star Academy Tour}} |

Le Star Academy Tour est le nom de la tournée qui accompagne les saisons de l'émission Star Academy depuis son retour. Le concert permet au public de revivre les moments musicaux marquant de la saison accompagné des académiciens sélectionnés lors du Prime Tournée
Abandonnée lors des trois précédentes saisons, et face a l'engouement autour du retour de l'émission en octobre 2022, la tournée fait son grand retour à l'occasion de la Saison 11 de la Star Academy en 2023.
Produite par la société Arachnée Production en association avec Endemol France, Sony Music, Columbia et TF1, la série de concert promet d’offrir au public de nouveaux moments inoubliables.
Plusieurs dates sont prévu dans toute la France, la Belgique et la Suisse.
Plusieurs catégories sont disponibles à la vente, de même qu'un Package VIP, regroupant une place en carré or, une photo avec les académiciens, un goodie et un accès exclusif aux balances du concert.
Des stands de merchandising provenant de Star Academy - La Boutique Officielle permets aux fans de l'émission de repartir avec un souvenir.

## TournéeStar Academy - Tour 2024

### Développement
Prévue à l'origine pour durer un mois et demi, cette tournée s'étend dorénavant sur quatre mois, de début mars à juillet. Le nombre de dates de concert a plus que doublé, passant de dix-neuf à plus de soixante-dix dates en deux mois. Un succès inédit pour une émission de divertissement depuis les premières saisons du format dans les années 2000, bien que les audiences globales en linéaire sur TF1 soient plutôt moyennes et en baisse par rapport aux années précédentes — aucun prime de la saison 10 n'était sous la barre des 3,3 millions de téléspectateurs en 2022.
Chaque semaine, de nouvelles dates s'ajoutent et de nombreuses grandes salles dans toute la France affichent complet en quelques jours, à chaque prime, ces ajouts annoncés prennent des allures d'événement. La barre des 67 dates que la Star Academy 1 détenait est franchie le 26 janvier 2024, avec notamment une date ouverte à l'Accor Arena de Paris-Bercy(plus de 15 000 places - à guichet fermé en 10 jours) et avec un tiers des soixante-huit dates, alors annoncées, qui affichent complet. Ainsi, les 7 académiciens complètent notamment deux Palais des Sports de Paris, un Dôme de Marseille et plusieurs Zénith.
Une émission quotidienne de 15 minutes autour de cette tournée, qui devait initialement être diffusée sur TFX et TF1+ à partir du 25 mars 2024, a été annulée en dernière minute par le diffuseur et Endemol France en raison du rythme de la tournée, jugé « très intense ».

Les académiciens lors du concert du 26 mai 2024 à Nantes

Suite au "Prime Tournée", Djebril, Candice, Lénie, Axel, Héléna, Julien et Pierre sont le 7 académiciens qui participent à la tournée.
La différence avec les tournées précédentes est que la Star Academy - Tour 2024 est un événement entièrement en places et fosses assises. Sur 74 dates, 60 affichent complet en mars 2024 et un total de 390 000 billets sont vendus sur les 400 000 spectateurs espérés. Le record de plus de 90 dates — en manifestation debout — reste détenu par la tournée Star Academy 2 et, pour le plus grand concert, par les 3e Star Academy au Parc des Princes (43 000 fans).

### Dates
| Dates         | Lieux                                   |
| ------------- | --------------------------------------- |
| 9 mars 2024   | Zénith d'Amiens                         |
| 10 mars 2024  | Zénith d'Amiens                         |
| 15 mars 2024  | Halle Tony Garnier de Lyon              |
| 16 mars 2024  | Palais Nikaïa de Nice                   |
| 17 mars 2024  | Le Dôme de Marseille                    |
| 22 mars 2024  | Dôme - Palais des Sports de Paris       |
| 23 mars 2024  | Dôme - Palais des Sports de Paris       |
| 29 mars 2024  | Zénith de Strasbourg                    |
| 30 mars 2024  | Galaxie d'Amnéville                     |
| 31 mars 2024  | Zénith de Nancy                         |
| 4 avril 2024  | Zénith de Lille                         |
| 5 avril 2024  | Zénith de Lille                         |
| 6 avril 2024  | Forest National de Bruxelles            |
| 7 avril 2024  | Forest National de Bruxelles            |
| 10 avril 2024 | Zénith de Brest                         |
| 11 avril 2024 | Zénith de Nantes                        |
| 12 avril 2024 | Zénith de Toulouse                      |
| 13 avril 2024 | Zénith d'Auvergne à Clermont-Ferrand    |
| 14 avril 2024 | Arkéa Arena de Bordeaux                 |
| 17 avril 2024 | Forest National de Bruxelles            |
| 18 avril 2024 | Forest National de Bruxelles            |
| 19 avril 2024 | Arena de Reims                          |
| 20 avril 2024 | Zénith de Dijon                         |
| 21 avril 2024 | Zénith de Rouen                         |
| 25 avril 2024 | Le Liberté de Rennes                    |
| 26 avril 2024 | [Arena Futuroscope de Poitiers]         |
| 27 avril 2024 | [Zénith Sud de Montpellier]             |
| 28 avril 2024 | [Zénith Sud de Montpellier]             |
| 3 mai 2024    | [Halle Tony Garnier de Lyon]            |
| 4 mai 2024    | [Zénith d'Orléans]                      |
| 5 mai 2024    | [Zénith de Paris]                       |
| 17 mai 2024   | [Zénith de Rouen]                       |
| 18 mai 2024   | Zénith de Lille                         |
| 19 mai 2024   | Zénith de Lille                         |
| 22 mai 2024   | Zénith de Caen                          |
| 23 mai 2024   | Antarès au Mans                         |
| 24 mai 2024   | Antarès au Mans                         |
| 25 mai 2024   | Zénith de Caen                          |
| 29 mai 2024   | [Palais des Sports de Grenoble]         |
| 30 mai 2024   | [L'axone de Montbéliard]                |
| 31 mai 2024   | Zénith d'Amiens                         |
| 1er juin 2024 | Galaxie d'Amnéville                     |
| 2 juin 2024   | ING Arena de Bruxelles                  |
| 6 juin 2024   | [Zénith de Saint-Étienne]               |
| 7 juin 2024   | [Arena de Reims]                        |
| 8 juin 2024   | Accor Arena de Paris                    |
| 12 juin 2024  | [Arena Loire d'Angers]                  |
| 12 juin 2024  | [Arena Loire d'Angers]                  |
| 13 juin 2024  | [Le Liberté de Rennes]                  |
| 14 juin 2024  | [Zénith de Limoges]                     |
| 15 juin 2024  | [Zénith de Toulouse]                    |
| 16 juin 2024  | [Grande Hall de Tours]                  |
| 17 juin 2024  | [Arena de Genève]                       |
| 20 juin 2024  | [Arena du Pays d'Aix à Aix-en-Provence] |
| 21 juin 2024  | [Arena de Narbonne]                     |
| 22 juin 2024  | Zénith de Pau                           |
| 23 juin 2024  | Arkéa Arena de Bordeaux                 |
| 28 juin 2024  | Zénith de Clermont-Ferrand              |
| 29 juin 2024  | [LDLC Arena de Lyon]                    |
| 30 juin 2024  | [Zénith de Toulon]                      |

### Setlist
Le concert, durant plus de 2h30 est composée d'une quarantaine de chansons, retraçant les moments musicaux forts de saison.
Lors de certaines dates (par exemple lors d'un passage dans la ville d'un candidat éliminé et ne faisant pas partie de la tournée, ou par rapport à la sortie d'un single de l'un des 7 sélectionnés), la setlist peut être modifiée: certaines chansons sont rajoutées, et des guests sont présents. Ce fut le cas lors du concert à l'Accor Arena où l'ensemble des anciens académiciens ainsi que certains artistes ont participé au concert,.
| Chansons                                                        | Académiciens                     |
| --------------------------------------------------------------- | -------------------------------- |
| Envole-moi – Jean-Jacques Goldman                               | Collégiale                       |
| Au bout de mes rêves – Jean-Jacques Goldman                     | Collégiale                       |
| Shallow – Lady Gaga & Bradley Cooper                            | Helena et Pierre                 |
| Dance the Night – Dua Lipa                                      | Lenie, Djebril et Candice        |
| Popcorn salé – Santa                                            | Helena et Julien                 |
| Qu'importe – Juliette Armanet                                   | Helena et Axel                   |
| Flamme – Juliette Armanet                                       | Djebril et Candice               |
| Kid – Eddy de Pretto                                            | Axel et Djebril                  |
| Ceux qu'on était – Pierre Garnier                               | Pierre                           |
| À fleur de toi – Vitaa                                          | Lenie et Helena                  |
| La Seine – Vanessa Paradis & -M-                                | Candice et Julien                |
| Aimée pour de vrai – Helena                                     | Helena                           |
| Chante – Axel                                                   | Axel                             |
| Comme tout le monde – Julien                                    | Julien                           |
| Pour que tu m'aimes encore – Céline Dion                        | Pierre                           |
| I Want You Back – The Jackson Five                              | Collégiale                       |
| Bad – Michael Jackson                                           | Collégiale                       |
| Thriller – Michael Jackson                                      | Collégiale                       |
| L'effet de masse – Maëlle                                       | Axel et Candice                  |
| L'Assasymphonie – Florent Mothe (Mozart, l'opéra rock)          | Helena, Lenie et Djebril         |
| Le monde est stone – Fabienne Thibeault (Starmania)             | Axel                             |
| Perfect – Ed Sheeran                                            | Pierre                           |
| Bravo tu as gagné – Mireille Mathieu                            | Helena                           |
| Girl on Fire – Alicia Keys                                      | Candice                          |
| Ne me jugez pas – Camille Lellouche                             | Lenie                            |
| Diamonds – Rihanna                                              | Djebril                          |
| Formidable – Stromae                                            | Julien                           |
| Fever – Dua Lipa & Angèle                                       | Djebril et Candice               |
| Pas toi – Jean-Jacques Goldman                                  | Lenie et Julien                  |
| Take on Me – a-ha                                               | Axel et Julien                   |
| You're the One That I Want – John Travolta & Olivia Newton-John | Pierre et Candice                |
| …Baby One More Time – Britney Spears                            | Lenie, Helena et Candice         |
| Comportement – Aya Nakamura                                     | Djebril                          |
| The Show Must Go On – Queen                                     | Axel et Julien                   |
| Uptown Funk – Mark Ronson feat. Bruno Mars                      | Collégiale                       |
| Casser la voix – Patrick Bruel                                  | Pierre et Julien puis collégiale |
| Famille – Jean-Jacques Goldman                                  | Collégiale                       |

### Captation
Une captation du concert de Bercy a été réalisée le 8 juin 2024 à 21 h 10 sur TF1. Elle est disponible sur TF1 +

## TournéeStar Academy - Tour 2025

Affiche du Star Academy 2025

### Developpement
Le 9 octobre 2024, la tournée Star Academy - Tour 2025 est annoncée via le compte Instagram de l'émission, avec à l'origine une trentaine de dates en France, en Belgique et en Suisse.
Composée d'une quarantaine de dates dont majoritairement des Zénith, un premier concert est notamment prévu à l'Accor Arena de Paris avant qu'une seconde date soit annoncée plus tard pour faire face à la demande.
Suite au "Prime Tournée", Ebony (en), Maïa, Charles, Marguerite, Franck, Maureen, Marine et Ulysse sont sélectionnés pour participer aux concerts. Lors du "Prime du Public", les téléspectateurs votent pour élire un 9ème académicien qui participera. À l'issue du prime, Emma est repêchée ce qui lui permet d'intégrer la tournée.
Le chanteur Julien Lieb, finaliste de la saison 11 assure la première partie des dates suivantes : le 21 février à Épernay, le 28 février à Limoges, le 1er mars à Toulouse, le 2 mars à Pau, le 7 mars à Amiens, le 8 mars au Mans, le 9 mars à Angers, le 23 mars à Lille, le 28 mars à Bruxelles, ainsi que le 18 mars à l'Accor Arena de Paris. Puis est annoncé le 18 mars 2025, la présence en première partie d'une ancienne élève de la même promotion, Margot Abate qui assurera les premières parties des 21 et 22 mars à Lille, le 29 mars à Bruxelles, le 4 avril à Clermont-Ferrand, et enfin le 6 avril à Nice. Cenzo fera les premières parties les 25 avril à Caen, 26 avril à Douai, 27 avril à Rouen, 09 mai à Strasbourg, 10 mai à Dijon et le 11 mai à Saint Etienne. Enfin, c’est Enola Cox, finaliste de la saison 10, qui commencera les concerts le 22 mai à Grenoble, le 23 mai à Toulon, le 24 mai à Montpellier, le 25 mai à Marseille, le 27 juin à Floirac, le 28 à Toulouse et le 29 à Aix-en-Provence pour finir la tournée.
Victorien Breux (candidat de la saison 11) assure les 1ères parties du 31 mai au 15 Juin avec notamment le concert à l'Accor Arena de Paris.

### Dates
| Dates           | Lieux                                  |
| --------------- | -------------------------------------- |
| 21 février 2025 | Le Millésium d'Épernay                 |
| 28 février 2025 | Zénith de Limoges                      |
| 1er mars 2025   | Zénith de Toulouse                     |
| 2 mars 2025     | Zénith de Pau                          |
| 7 mars 2025     | Zénith d'Amiens                        |
| 8 mars 2025     | Antarès au Mans                        |
| 9 mars 2025     | Arena Loire d'Angers                   |
| 13 mars 2025    | Le Galaxie d'Amnéville                 |
| 14 mars 2025    | Zénith de Dijon                        |
| 15 mars 2025    | Arena de Genève                        |
| 15 mars 2025    | Arena de Genève                        |
| 18 mars 2025    | Accor Arena de Paris                   |
| 21 mars 2025    | Zénith de Lille                        |
| 22 mars 2025    | Zénith de Lille                        |
| 22 mars 2025    | Zénith de Lille                        |
| 23 mars 2025    | Zénith de Lille                        |
| 28 mars 2025    | ING Arena de Bruxelles                 |
| 29 mars 2025    | ING Arena de Bruxelles                 |
| 30 mars 2025    | Zénith d'Amiens                        |
| 4 avril 2025    | Zénith d'Auvergne à Clermont-Ferrand   |
| 5 avril 2025    | LDLC Arena de Lyon                     |
| 6 avril 2025    | Palais Nikaïa de Nice                  |
| 11 avril 2025   | CO'Met Arena d'Orléans                 |
| 12 avril 2025   | Parc Expo de Tours                     |
| 13 avril 2025   | Arkéa Arena de Bordeaux                |
| 25 avril 2025   | Zénith de Caen                         |
| 26 avril 2025   | Gayant Expo de Douai                   |
| 26 avril 2025   | Gayant Expo de Douai                   |
| 27 avril 2025   | Zénith de Rouen                        |
| 27 avril 2025   | Zénith de Rouen                        |
| 9 mai 2025      | Zénith de Strasbourg                   |
| 10 mai 2025     | Zénith de Dijon                        |
| 11 mai 2025     | Zénith de Saint-Étienne                |
| 15 mai 2025     | Zénith de Caen                         |
| 17 mai 2025     | Arena de Brest                         |
| 17 mai 2025     | Arena de Brest                         |
| 18 mai 2025     | Zénith de Nantes                       |
| 18 mai 2025     | Zénith de Nantes                       |
| 22 mai 2025     | Palais des Sports de Grenoble          |
| 23 mai 2025     | Zénith de Toulon                       |
| 24 mai 2025     | Sud de France Arena de Montpellier     |
| 25 mai 2025     | Le Dôme de Marseille                   |
| 31 mai 2025     | ING Arena de Bruxelles                 |
| 1er juin 2025   | Arena de Reims                         |
| 6 juin 2025     | Arena futuroscope de Poitiers          |
| 7 juin 2025     | Zénith de Nantes                       |
| 8 juin 2025     | Le Liberté de Rennes                   |
| 8 juin 2025     | Le Liberté de Rennes                   |
| 13 juin 2025    | Accor Arena de Paris                   |
| 14 juin 2025    | LDLC Arena de Lyon                     |
| 15 juin 2025    | Axone de Montbéliard                   |
| 20 juin 2025    | Zénith de Lille                        |
| 21 juin 2025    | Zénith de Lille                        |
| 22 juin 2025    | Zénith d'Amiens                        |
| 27 juin 2025    | Arkéa Arena de Bordeaux                |
| 28 juin 2025    | Zénith de Toulouse                     |
| 29 juin 2025    | Arena du Pays d'Aix de Aix-En Provence |

### Setlist
| Chansons | Académiciens                                   |
| --- | ---------------------------------------------- |
| Quand on arrive en ville – Daniel Balavoine & Nanette Workman (Starmania)                                                                                      | Collégiale                                     |
| Recommence-moi - (Hymne) | Collégiale                                     |
| Writing's on the Wall – Sam Smith | Charles, Ebony                                 |
| À ma place – Axel Bauer & Zazie | Marguerite, Ulysse                             |
| Ma faute – Marine | Marine                                         |
| Wannabe – Spice Girls | Ebony, Emma, Maia, Marguerite, Marine, Maureen |
| Medley Clara Luciani - Drôle d'époque - Vos voix - Le Reste - Respire encore                                                                                   | Tous les académiciens                          |
| Indélébile – Yseult | Emma, Franck                                   |
| Cosmo – Soprano | Charles, Franck, Ulysse                        |
| Mauvais garçon – Helena | Ebony, Emma, Maia, Marguerite, Marine, Maureen |
| Les Moulins de mon cœur – Michel Legrand | Charles, Marguerite                            |
| Sweet Dreams (Are Made of This) – Eurythmics | Ebony, Emma, Marguerite                        |
| All by Myself – Céline Dion | Marine                                         |
| Nous – Julien Doré | Collégiale                                     |
| Proud Mary – Ike and Tina Turner | Franck, Maureen                                |
| Medley Cowboy - Texas Hold 'Em – Beyoncé - Cotton Eye Joe – Rednex                                                                                             | Collégiale                                     |
| Medley 1/2 finalistes - Ne me quitte pas – Jacques Brel - SOS d'un terrien en détresse – Daniel Balavoine - Creep – Radiohead - I Am What I Am – Gloria Gaynor | Franck, Charles, Ebony, Marine                 |
| Dis-moi – BB Brunes | Maia, Ulysse                                   |
| Unholy – Sam Smith & Kim Petras | Ebony, Franck, Marine, Maureen                 |
| Medley Émotion - Vie d'artiste – La Zarra - Casting – Christophe Maé - Mourir sur scène – Dalida                                                               | Emma, Maia, Maureen                            |
| Mr/Mme – Loïc Nottet | Charles, Franck, Ulysse                        |
| Unforgettable – Ebony | Ebony                                          |
| Feel Good – Charlotte Cardin | Emma, Maia, Marine, Maureen                    |
| Medley Rock - We Will Rock You – Queen - New York avec toi – Téléphone - Les Cactus – Jacques Dutronc                                                          | Maia, Ulysse                                   |
| Louxor, j'adore – Philippe Katerine | Collégiale                                     |
| Quand on n'a que l'amour – Jacques Brel | Charles, Marine                                |
| It's a Man's Man's Man's World – James Brown & Betty Jean Newsome                                                                                              | Ebony, Franck                                  |
| Moves like Jagger – Maroon 5 & Christina Aguilera | Collégiale                                     |
| Can't Stop the Feeling! – Justin Timberlake | Collégiale                                     |
| Never Enough – Loren Allred | Ebony, Marine                                  |
| Et si tu sens (écrite par Grégory Lemarchal) | Collégiale                                     |
| ’´Like a boy’’ - Lucky love | Marguerite                                     |

Le 18 mars, lors du concert à l'Accor Arena de Paris, Helena a rejoint les académiciens sur scène pour chanter sa chanson Mauvais garçon habituellement chantée par les 6 filles de la tournée.
Lors du concert du 13 juin à l'Accor Arena, Loïc Nottet est invité à chanter son titre Monsieur Madame avec les 3 garçons de la tournée. Jarry est également convié sur scène lors de Louxor j'adore.
Lors de cette même date, Julien Lieb participe également et y chante son titre le jeu avec Ebony et Franck.

### Captation
Le concert à Lille du 20 juin a été choisi pour la captation dans le but d'une diffusion ultérieure sur TF1. A cette occasion, tous les anciens élèves sont présents et sont invités à chanter sur scène ainsi que les professeurs.
Pierre Garnier, Héléna et Julien Lieb, de la star academy 11 participent aussi au concert en chantant avec les élèves. Loic Nottet y est également convié pour chanter Monsieur Madame avec les garçons, ainsi que Charlotte Cardin , qui a partagé son titre Feel Good avec les filles.
Enfin, Lucky Love est monté sur scène pour un duo avec Marguerite sur "Masculinity"